# Giant Days
Giant Days es una serie de historieta cómica, creada por el guionista británico John Allison y dibujada por Max Sarin y Lissa Treiman. 
La serie trata sobre la vida de tres chicas jóvenes universitarias que han empezado a vivir por su cuenta. Inicialmente concebida como un webcómic, consta de 54 episodios publicados en catorce volúmenes comic book desde 2015 hasta 2019. La obra ha sido editada por Boom! Studios y cuenta con una versión traducida al español por Fandogamia en España. A lo largo de su trayectoria ha sido galardonada con dos premios Eisner y nominada a cuatro premios Harvey.

## Argumento
Giant Days está ambientada en la universidad de Sheffield y sus protagonistas son tres mujeres que comparten dormitorio en una residencia para estudiantes. La serie comienza cuando Esther de Groot, una impredecible joven gótica, se muda al campus y entabla amistad con dos nuevas amigas: la ingenua Daisy Wooton y la pragmática Susan Ptolemy. La personalidad completamente distinta del trío origina toda clase de situaciones, en ocasiones con tintes surrealistas, que tienen impacto en su vida.
Aunque Esther de Groot era la protagonista de la serie en los tres primeros webcómic, pues procedía de una obra anterior de Allison (Scary Go Round), al editarla en papel se estableció un reparto coral.

### Personajes
Las protagonistas de Giant Days son tres chicas jóvenes que van a la misma universidad:
- Esther de Groot es una chica de aspecto gótico, personalidad impulsiva y amante del black metal, matriculada en la carrera de Literatura Inglesa. Sus amigas la consideran una persona demasiado dramática, pero también leal y protectora. A lo largo de la serie tiende a enamorarse de varios chicos, sin ser capaz de mantener una relación estable.

- Susan Ptolemy es una joven de Northampton que estudia Medicina. Aun siendo el personaje más pragmático del trío y la voz de la razón, también tiene defectos: es bastante descuidada y una fumadora compulsiva. Aunque a primera vista muestre una actitud fría, en el fondo es alguien sensible que comparte sus sentimientos con el círculo más íntimo. En los primeros capítulos mantiene una relación con su amienemigo Graham McGraw.

- Daisy Wooton es una estudiante de Arqueología con pelo rizado y gafas. Cuando era pequeña se quedó huérfana, así que fue escolarizada en casa por su abuela. De personalidad ingenua y cuadriculada, es muy inteligente y siempre ve el lado positivo de las cosas. Aun así, su inexperiencia le juega a veces malas pasadas. En los primeros episodios tiene dudas sobre su orientación sexual y comienza a salir con mujeres.

A lo largo de la serie se presentan personajes secundarios como Graham McGraw, quien conoce a Susan desde la infancia, o su compañero de piso Ed Gemmell, quien tiene un amor no correspondido con Esther.

## Desarrollo
Antes de crear Giant Days, el dibujante John Allison había hecho dos webcómic que compartían universo narrativo: Bobbins (1998-2002) y Scary Go Round (2002-2009). Cuando esta última serie terminó, puso en marcha un webcómic distinto sobre historias de misterio con detectives en edad escolar, Bad Machinery (2009-2017). Sin embargo, el autor temía que no llegase a funcionar y de forma paralela preparó Giant Days, una comedia universitaria.
La protagonista de Giant Days en webcómic era Esther de Groot, un personaje procedente de Scary Go Round.  Allison dibujó y guionizó los tres números en ese formato entre 2011 y 2013, en los ratos libres que le dejaba su otra serie.
En 2013 la editorial estadounidense Boom! Studios puso en marcha un sello de cómics experimentales (Boom! Box) y contactó con Allison para publicar una serie de Giant Days. El autor aceptó el encargo pero solo como guionista, pues en aquel momento seguía publicando Bad Machinery y no tenía tiempo para llevar dos series a la vez. En vez de centrar la historia en Esther, estableció un reparto coral con tres protagonistas de personalidades muy diferentes entre sí.
El primer número de Giant Days salió a la venta el 18 de marzo de 2015, y desde entonces ha tenido una periodicidad mensual. Los seis primeros episodios han sido dibujados por Lissa Treiman. Siguiendo un estilo muy similar, Max Sarin se ha ocupado de la serie a partir del séptimo capítulo, si bien Treiman continuó dibujando las portadas hasta el número 24.
Giant Days es una serie editada para el mercado estadounidense y británico. Desde 2018 hasta 2023 ha sido publicada en España por la editorial Fandogamia. La serie finalizó en 2020 con 54 episodios y un especial de la graduación de las protagonistas.

## Estilo

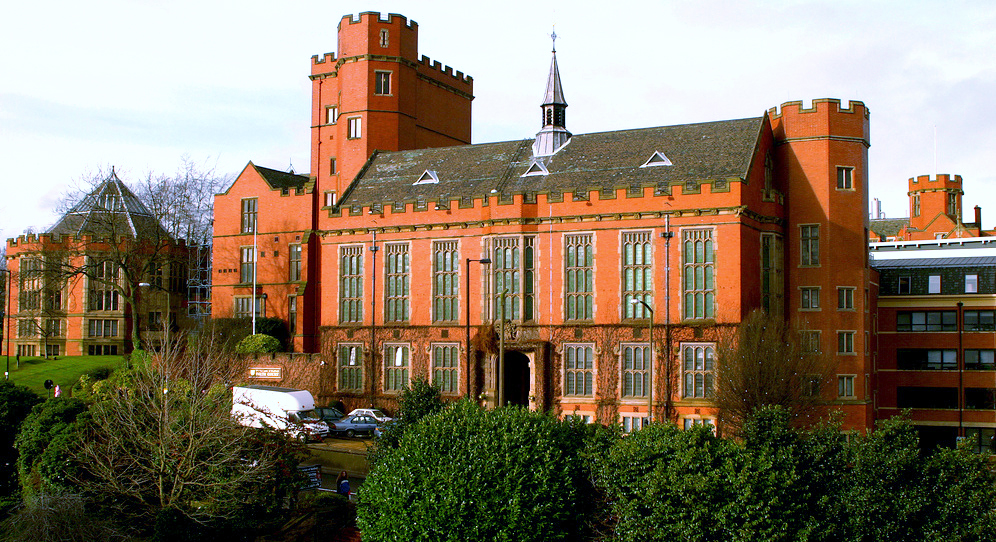
La acción de Giant Days transcurre en la universidad de Sheffield.

En Giant Days, John Allison ejerce solo como guionista; es la primera obra de su carrera en la que confía el dibujo a otros artistas, y también la primera que ha editado exclusivamente en papel. El argumento se desarrolla a través de una comedia de enredo donde las protagonistas, en su primera experiencia lejos de la familia, evolucionan con situaciones del día a día: relaciones personales, dudas sobre el futuro, descubrimiento de la sexualidad, asunción de responsabilidades, y toda clase de historias ambientadas en la vida universitaria.
Los seis primeros capítulos fueron dibujados y entintados por la estadounidense Lissa Treiman, una animadora de Disney con quien Allison había colaborado tiempo atrás. A partir del séptimo episodio, la finlandesa Max Sarin se ocupa del dibujo mientras que Liz Fleming asume el entintado. Sarin ha sido la dibujante principal salvo en los episodios 38 y 39, hechos por la española Julia Madrigal. Además hay algunos números especiales dibujados por otros artistas, como la canadiense Jenn St-Onge o el propio Allison.

## Volúmenes
Cada capítulo de Giant Days se edita en formato comic book con grapa. Desde noviembre de 2015 se han lanzado volúmenes recopilatorios en libro en rústica, a razón de cuatro capítulos por tomo, que es también el formato que se comercializa a nivel internacional. En 2017 se publicó una nueva edición en tapa dura para el mercado estadounidense, con ocho capítulos por tomo y extras.

### Libro en rústica

#### Capítulos
| Título               | Episodios     | Fecha de publicación     | ISBN                   |
| -------------------- | ------------- | ------------------------ | ---------------------- |
| Giant Days - Vol. 1  | Cap. 1 al 4   | 18 de noviembre de 2015  | ISBN 978-1-608867-89-9 |
| Giant Days - Vol. 2  | Cap. 5 al 8   | 30 de marzo de 2016      | ISBN 978-1-608868-04-9 |
| Giant Days - Vol. 3  | Cap. 9 al 12  | 28 de septiembre de 2016 | ISBN 978-1-608868-51-3 |
| Giant Days - Vol. 4  | Cap. 13 al 16 | 1 de marzo de 2017       | ISBN 978-1-608869-38-1 |
| Giant Days - Vol. 5  | Cap. 17 al 20 | 7 de junio de 2017       | ISBN 978-1-608869-82-4 |
| Giant Days - Vol. 6  | Cap. 21 al 24 | 11 de octubre de 2017    | ISBN 978-1-684150-28-1 |
| Giant Days - Vol. 7  | Cap. 25 al 28 | 14 de marzo de 2018      | ISBN 978-1-684150-28-1 |
| Giant Days - Vol. 8  | Cap. 29 al 32 | 15 de agosto de 2018     | ISBN 978-1-684152-07-0 |
| Giant Days - Vol. 9  | Cap. 33 al 36 | 6 de febrero de 2019     | ISBN 978-1-684153-10-7 |
| Giant Days - Vol. 10 | Cap. 37 al 40 | 12 de junio de 2019      | ISBN 978-1-684153-71-8 |
| Giant Days - Vol. 11 | Cap. 41 al 44 | 25 de septiembre de 2019 | ISBN 978-1-684154-37-1 |
| Giant Days - Vol. 12 | Cap. 45 al 48 | 29 de enero de 2020      | ISBN 978-1-684154-84-5 |
| Giant Days - Vol. 13 | Cap. 49 al 52 | 3 de junio de 2020       | ISBN 978-1-684155-42-2 |
| Giant Days - Vol. 14 | Cap. 53 al 54 | 14 de octubre de 2020    | ISBN 978-1-684156-05-4 |

#### Episodios especiales
| Título                                | Episodios | Fecha de publicación    | ISBN                   |
| ------------------------------------- | --- | ----------------------- | ---------------------- |
| Giant Days: Extra Credit – Volume One | - Giant Days: 2016 Holiday Special - Giant Days: 2017 Holiday Special - "Fridge Raider" (BOOM! Box Mix Tape 2015, autoconclusiva) - "Music Is Important" (BOOM! Box Mix Tape 2016, autoconclusiva) | 13 de junio de 2018     | ISBN 978-1-684152-22-3 |
| Giant Days: Early Registration        | - Cap. 1 al 3 (webcómic) | 18 de diciembre de 2018 | ISBN 978-1-684152-65-0 |

### Tapa dura
| Título                                                    | Episodios                                                                               | Fecha de publicación  | ISBN                   |
| --------------------------------------------------------- | --------------------------------------------------------------------------------------- | --------------------- | ---------------------- |
| Giant Days: Not on the Test Edition I — Fall Semester     | - Cap. 1–8 - Giant Days #1 (webcomic) - "Fridge Raider" (BOOM! Box Mix Tape 2015)       | 28 de junio de 2017   | ISBN 978-1-608869-94-7 |
| Giant Days: Not on the Test Edition II — Winter Semester  | - Cap. 9–16 - Giant Days #2 (webcomic) - "Music Is Important" (BOOM! Box Mix Tape 2016) | 10 de enero de 2018   | ISBN 978-1-684150-58-8 |
| Giant Days: Not on the Test Edition III — Spring Semester | - Cap. 17–24 - Giant Days #3 (webcomic)                                                 | 31 de octubre de 2018 | ISBN 978-1-684152-63-6 |